# Google Panda

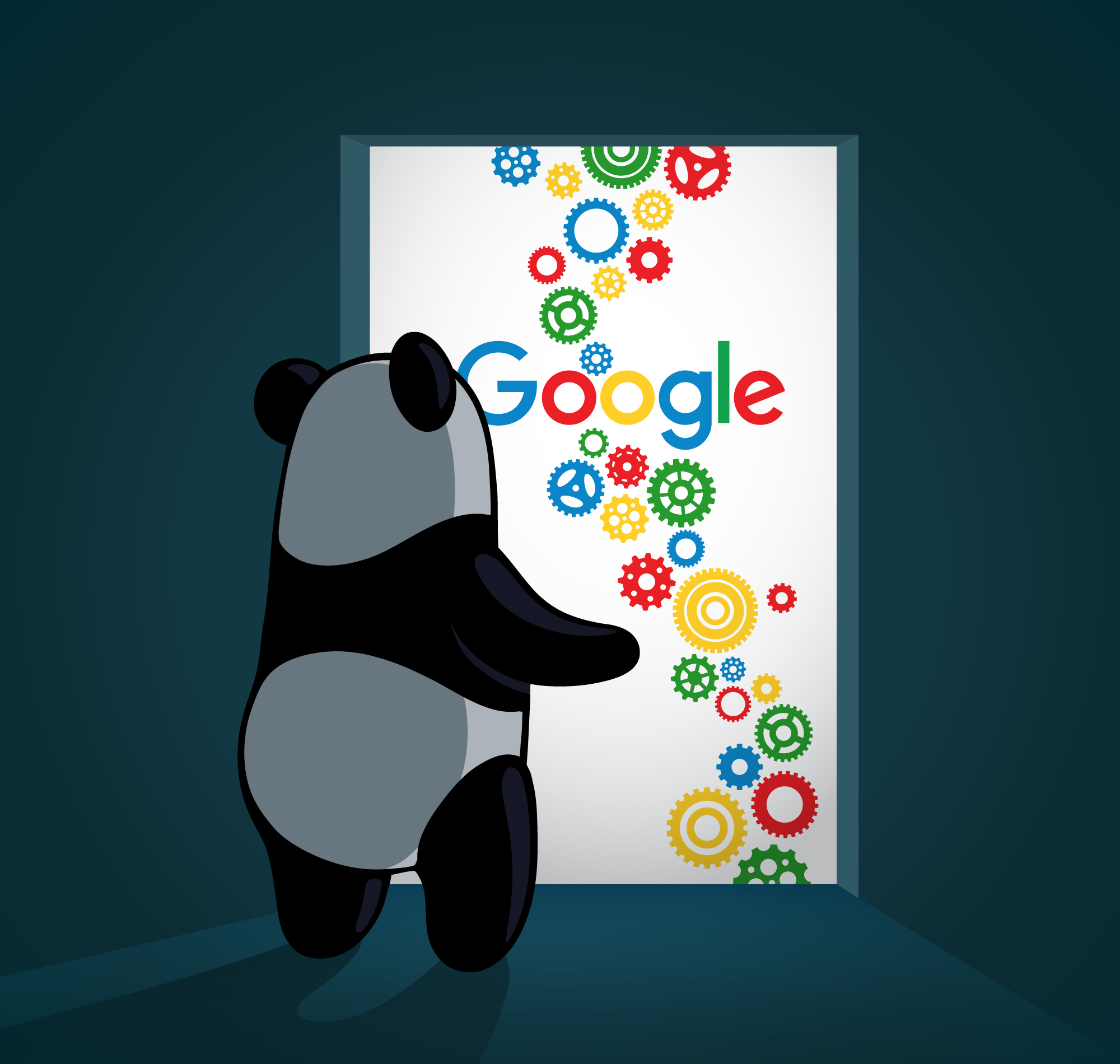
Ilustracja przedstawiająca Google Panda

Algorytm Google Panda – po raz pierwszy wprowadzony w lutym 2011 roku w Stanach Zjednoczonych, w sierpniu tego samego roku objął polskie wyniki wyszukiwania. Algorytm ten ma na celu zwiększyć jakość wyników wyszukiwania ograniczając widoczność stron zawierających mało wartościowe, krótkie, zduplikowane treści.
Ostatnia aktualizacja algorytmu miała miejsce we wrześniu 2014 roku. Panda 4.1 miała za zadanie wypromować małe i średnie serwisy posiadające wysokiej jakości treści.

## Harmonogram wprowadzania Algorytmu Google Panda[4]
- Panda 1.0 (#1) – 23 lutego 2011,
- Panda 2.0 (#2) – 11 kwietnia 2011
- Panda 2.1 (#3) – 9 maja 2011,
- Panda 2.2 (#4) – 21 czerwca 2011,
- Panda 2.3 (#5) – 23 lipca 2011
- Panda 2.4 (#6) – 12 sierpnia 2011, (pierwsze wdrożenie algorytmu Panda w Polsce)
- Panda 2.5 (#7) – 28 września 2011,
- Panda "Flux" (#8) – 5 października 2011,
- Panda 3.1 (#9) – 18 listopada 2011,
- Panda 3.2 (#10) – 18 stycznia 2012,
- Panda 3.3 (#11) – 27 lutego 2012,
- Panda 3.4 (#12) – 23 marca 2012,
- Panda 3.5 (#13) – 19 kwietnia 2012,
- Panda 3.6 (#14) – 27 kwietnia 2012,
- Panda 3.7 (#15) – 8 czerwca 2012,
- Panda 3.8 (#16) – 25 czerwca 2012,
- Panda 3.9 (#17) – 24 lipca 2012,
- Panda 3.9.1 (#18) – 20 sierpnia 2012,
- Panda 3.9.2 (#19) – 18 września 2012,
- Panda (#20) – 27 września 2012,
- Panda (#21) – 5 listopada 2012,
- Panda (#22) – 21 listopada 2012,
- Panda (#23) – 21 grudnia 2012,
- Panda (#24) – 22 stycznia 2013,
- Panda (#25) – 14 marca 2013,
- Panda 4.0 (#26) – 19 maja 2014,
- Panda 4.1 (#27) – 23 września 2014,
- Panda 4.2 (#28) - 18 lipca 2015.

## Działania mające na celu odzyskanie widoczności lub uniknięcie obniżenia pozycji w czasie aktualizacji AlgorytmuGooglePanda
Treści zamieszczane na stronie internetowej powinny być przede wszystkim unikalne i wartościowe. Warto dodawać materiały uzupełniające takie jak filmy i grafiki, aktualizować, rozbudowywać  istniejące treści. Przede wszystkim należy tworzyć treści przeznaczone dla użytkowników, nie dla robotów wyszukiwarek.